# Південнобережні дубрави
Південнобере́жні дубра́ви — ботанічний заказник місцевого значення, розташований неподалік від смт Ореанда Ялтинської міськради, АР Крим. Створений відповідно до Постанови ВР АРК № 709-3/03 від 22 жовтня 2003 року.

## Загальні відомості
Землекористувачем є СКО Пансіонат «Гліцинія», площа — 10,8 гектарів. Розташований на території пансіонату «Гліцинія» у смт Нижня Ореанда Ялтинської міськради.
Заказник створений із метою збереження природних лісонасаджень із дуба пухнастого первинної насіннєвий генерації, який майже не зберігся в інших місцях Південнобережжя.